# G20 (Film)
G20 ist ein US-amerikanischer Actionthriller aus dem Jahr 2025 unter der Regie von Patricia Riggen. Die Hauptrolle spielt Viola Davis, die zugleich als Produzentin fungierte. Der Film wurde am 10. April 2025 weltweit über Amazon Prime Video veröffentlicht.

## Handlung
Während des G20-Gipfels in Kapstadt, Südafrika, wird das Treffen internationaler Staats- und Regierungschefs von einer Söldnergruppe unter der Führung des ehemaligen australischen Elitesoldaten Edward Rutledge überfallen.
US-Präsidentin Danielle Sutton, eine frühere Kriegsveteranin, gelingt es, mit einigen Verbündeten zu entkommen und einen Gegenangriff zu starten. Rutledge verfolgt das Ziel, durch eine globale Kryptowährungsmanipulation die Weltwirtschaft zu destabilisieren und nutzt Deepfake-Technologie, um die öffentliche Meinung zu beeinflussen. Sutton muss nicht nur die Geiseln befreien, sondern auch ihre Familie retten und die drohende globale Krise abwenden.

## Produktion
Die Produktion wurde im November 2022 angekündigt, mit Viola Davis als Hauptdarstellerin und Produzentin. Die Dreharbeiten begannen im Januar 2024 in Kapstadt, Südafrika, und wurden im März desselben Jahres abgeschlossen. Während des SAG-AFTRA-Streiks 2023 wurde die Produktion vorübergehend unterbrochen, obwohl eine Ausnahmegenehmigung vorlag.

## Veröffentlichung
G20 wurde am 10. April 2025 weltweit über Amazon Prime Video veröffentlicht.

## Rezeption
Der Film erhielt gemischte Kritiken. Während die Handlung als übertrieben und klischeehaft kritisiert wurde, wurde Viola Davis’ Darstellung der Präsidentin Sutton für ihre Intensität und Präsenz gelobt. Einige Kritiker hoben die actionreichen Szenen hervor, bemängelten jedoch die mangelnde Tiefe der Story.